# 平鑑盛
平鑑盛（たいら の あきもり）は、室町時代末期の豊後高田の刀工。

## 人物
二代長盛同人といわれ、時の豊後大名・大友義鑑より一字を拝命し、一門に鑑のつく刀工は数人あれど現存する作品は少ない。戦国期を境にして、太刀から刀へと変遷する中、古刀期における技術とノウハウを受け継ぎ、実用本位の業物として、日本刀の完成度は末古刀に到達する。
江戸延宝二年、御腰物奉行・山野勘十郎久英による試し斬り「両車」切断記録のある「平鑑盛」も現存し、刀の本質である「斬れる」ことを立証している。末備前にも勝るとも劣らない豊後高田の刀匠である。